# Batuceper (plaats)
Batuceper is een bestuurslaag in het regentschap Tangerang van de provincie Banten, Indonesië. Batuceper telt 12.859 inwoners (volkstelling 2010).